# IRIS²
IRIS², acronimo di Infrastructure for Resilience, Interconnectivity and Security by Satellite (Infrastruttura per la resilienza, l'interconnettività e la sicurezza via satellite), è un progetto dell'Unione europea di una costellazione satellitare per fornire connessione a Internet via satellite.
Si integrerà con le reti terrestri 5G e fornirà due tipi di servizi di telecomunicazione e accesso a Internet: uno, più sicuro, riservato ai governi nazionali dei paesi membri, e uno commerciale destinato ai privati. I primi lanci in orbita terrestre bassa dovrebbero cominciare nel 2025, mentre si prevede di raggiungere la piena capacità operativa nel 2027 o 2030.
È pensato per essere l'alternativa europea ad altre costellazioni satellitari per Internet, come le statunitensi Starlink e Kuiper, la britannica OneWeb e la cinese Guowang. È il terzo più grande progetto spaziale europeo, dopo Copernicus e Galileo.
Il progetto è sviluppato in collaborazione con l'Agenzia spaziale europea e vi partecipano numerose aziende europee del settore aerospaziale e delle telecomunicazioni.
IRIS² fa parte di una strategia spaziale globale dell'Unione europea che includerà la prossima «EU Space Strategy for Security and Defence» (Strategia spaziale dell'UE per la sicurezza e la difesa).

## Storia
Il progetto è stato annunciato per la prima volta dal Consiglio dell'Unione europea congiuntamente al Parlamento europeo il 17 novembre 2022.
Si prevede che la costellazione verrà messa in orbita da razzi europei come Ariane 6. Il primo lancio di questo tipo di razzi, inizialmente previsto per la fine dell'anno 2022 e rinviato più volte, ha finalmente avuto luogo il 9 luglio 2024.
Nel gennaio 2024 è stato segnalato che i giganti spaziali europei stavano dando gli ultimi ritocchi a una proposta comune per la costellazione sovrana della banda larga in vista dell'imminente scadenza di metà febbraio per presentare la loro migliore e definitiva offerta alla Commissione europea.  
In una riunione di una commissione parlamentare dell'Unione europea il 9 aprile 2024, il commissario europeo per il mercato interno Thierry Breton ha dichiarato che la Commissione stava ancora lavorando alla finalizzazione del contratto senza fornire una stima riguardo a quando sarebbe stato completato.
Nell'ottobre 2024 la Commissione europea ha annunciato che il contratto di concessione per lo sviluppo, l'implementazione e la gestione di IRIS² era stato assegnato a «SpaceRISE», un consorzio di tre operatori satellitari europei – SES, Eutelsat e Hispasat – che avrebbe fatto affidamento su un team principale di 8 aziende spaziali e di telecomunicazioni europee come subappaltatori; si tratta di Thales Alenia Space, OHB, Airbus Defence and Space, Telespazio, Deutsche Telekom, Orange, Hisdesat e Thales SIX. La Commissione europea ha dichiarato che IRIS² sarà finanziato dall'Unione europea, dall'Agenzia spaziale europea (ESA) e da finanziamenti privati e che la costellazione satellitare comprenderà 290 satelliti in orbite multiple, con i primi satelliti che dovrebbero entrare in servizio nel 2030.
Il contratto con SpaceRISE è stato firmato a Bruxelles il 16 dicembre 2024, per un investimento complessivo di 10,5 miliardi di Euro.